# Johann Georg von Browne
Johann Georg von Browne o Johann Georg von Browne-Camus (Riga, 20 de septiembre de 1767 - Viena, enero de 1827) fue un conde y oficial en el ejército imperial ruso. Establecido en Viena, fue mecenas de Ludwig van Beethoven durante la carrera temprana del compositor.

## Biografía
Von Browne nació en Riga en 1767. Su padre fue George Browne, un soldado de fortuna irlandés que se convirtió en oficial del Ejército Imperial Ruso desde 1730, alcanzando el rango de general. Von Browne se convirtió en brigadier general en el ejército ruso. Se trasladó con su familia a Viena sobre 1794; sus ingresos provenían de sus propiedades en Livonia. 
Fue mecenas de Ludwig van Beethoven durante los primeros años de carrera del compositor. El maestro alemán a menudo visitaba su casa, y sus composiciones a menudo fueron interpretadas ahí. Ferdinand Ries, un alumno de Beethoven, por su recomendación fue nombrado intérprete de piano en la casa de von Browne.
Entre 1798 y 1803 Beethoven dedicó varias composiciones a von Browne:
- Tríos de cuerda, Op. 9, en que el compositor lo llama "Premiere Mécène de sa Muse" ("primer mecenas de su musa").
- Siete variaciones para cello y piano en mi mayor sobre "Bei Männern welche Liebe fühlen" de La flauta mágica de Mozart, WoO 46
- Sonata para piano n.º 11, Op. 22
- Gellert-Lieder, Op. 48

Beethoven también dedicó algunas piezas a la esposa del conde, Anna Margaretha, hija de Otto Hermann von Vietinghoff y hermana de Barbara von Krüdener:
- Trío de cuerda, Op. 3
- Sonatas para piano Op. 10

El mayordomo del conde, Hofrat Johannes Büel, dijo que von Browne era "uno de los hombres más extraños, por un lado lleno de excelentes talentos y espléndidas cualidades de corazón y mente, y por otro lado lleno de debilidades y depravación". Pasó algunos años en una institución mental después de una crisis mental.